# Hadermühle (Nürnberg)
Hadermühle (früher auch Gleißmühle genannt) ist eine Wüstung im Statistischen Bezirk 02 der kreisfreien Stadt Nürnberg.

## Geographie
Der ehemalige Weiler lag auf freier Flur auf einer Höhe von 300 m ü. NHN nördlich und südlich des linken Pegnitzarms. 0,3 km westlich befand sich die Nürnberger Altstadt, 0,3 km östlich lag der Flaschenhof. Heute erinnert die Straßenbezeichnung Hadermühle an den Ort.

## Geschichte
Die Mühle war ursprünglich ein burgräfliches Lehen und wurde zur Glasherstellung und als Schleifwerk genutzt und deswegen Gleißmühle genannt. 1374 wurde sie zusammen mit drei weiteren Mühlen an Leupold Schürstab als Leibgeding verkauft. 1390 erwarb sie Ulman Stromer und baute sie zur Papiermühle um. Das Obereigentum behielt der Burggraf, bis er es 1427 zusammen mit der Burgggrafenburg der Reichsstadt Nürnberg verkaufte. In der Hadermühle ließ nach 1391 Ulman Stromer das erste Papier nördlich der Alpen produzieren. Ulman stellte einen Papierermeister namens Jörg Tirmann oder Tyrman ein, den er einen Eid ablegen ließ, ihm und seinen Erben die Treue zu halten.
Die Gleismühl bestand aus zwei mit Wasserkraft angetriebenen Werkseinheiten. Die kleinere Mühle wies zwei Wasserräder auf, die größere verfügte über drei. Insgesamt wurden 18 Stampfen angetrieben.

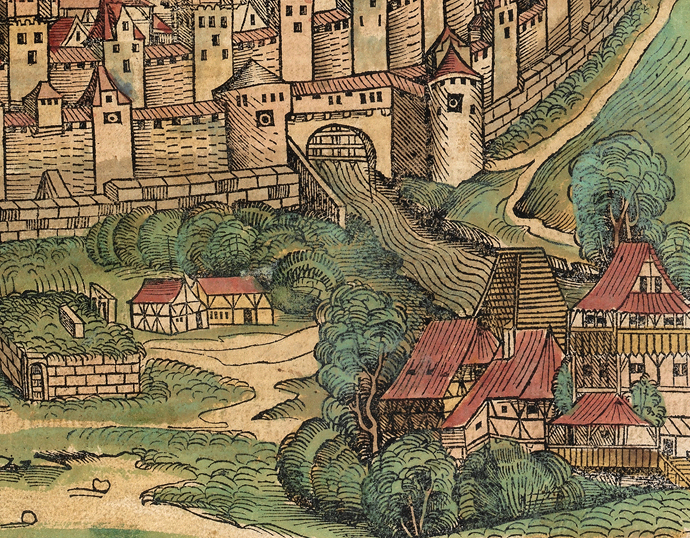
Die 1479 wiederaufgebaute Hadermühle in der Schedelschen Weltchronik von 1493

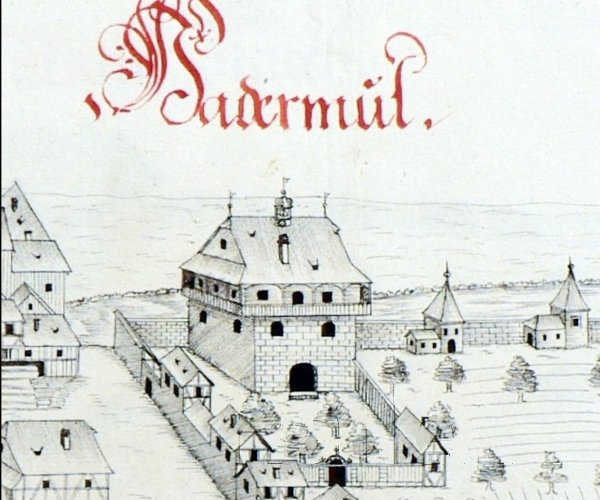
Hadermühle mit Herrensitz im Cnopfschen Skzizzenbuch

Das Betriebsgeheimnis der Papierherstellung wurde streng gehütet und macht die Existenz eines befestigten Herrensitzes zu ihrem Schutz schon zu diesem Zeitpunkt wahrscheinlich. Nach Ulmans Tod durch die Pest 1407 übernahm seine Witwe Agnes die Mühle und leitete sie sehr kompetent bis zur Volljährigkeit ihres Sohnes Georg im Jahr 1413. Im Herbst 1414 führte Ulmans Sohn Georg Stromer König Sigismund durch die Papiermühle, als dieser für seinen Wirtschaftskrieg gegen die Republik Venedig nach alternativen Einkaufsquellen für das im Nachrichtenwesen der Zeit schon unentbehrlich gewordene Papier suchte. Als der Rat nach 1463 die Mühle von den Stromerschen Erben einzog, stellte er die Papierherstellung ein, rüstete Teile der Mühle zu einem Zain- und Kupferhammer um, verpachtete andere Teile der Mühlenanlage an Klingenschmiede, Harnischmacher und Rotgerber und betrieb daneben ein Sägewerk. Mühle und Herrenhaus brannten 1479 ab.
Die bekannte Darstellung aus der Schedelschen Weltchronik von 1493, die ihrerseits wohl auf einer Zeichnung Michael Wolgemuts beruht, zeigt die 1479 neu errichtete Mühlenanlage vor dem Wöhrder Tor samt niedrigen Wirtschaftsbauten und dem Herrenhaus direkt an der Pegnitz. Der Herrensitz bei der Hadermühle (nicht diese selbst) wurde 1562 von den Schlüsselfeldern erworben, die ihn ihrem 1543 erworbenen Flaschenhof, damals einem Bauernhof, angliederten. In der Folge teilte der Sitz dessen Schicksal; vermutlich ist er beim Brand der Hadermühle 1767 untergegangen und nicht wieder aufgebaut worden.

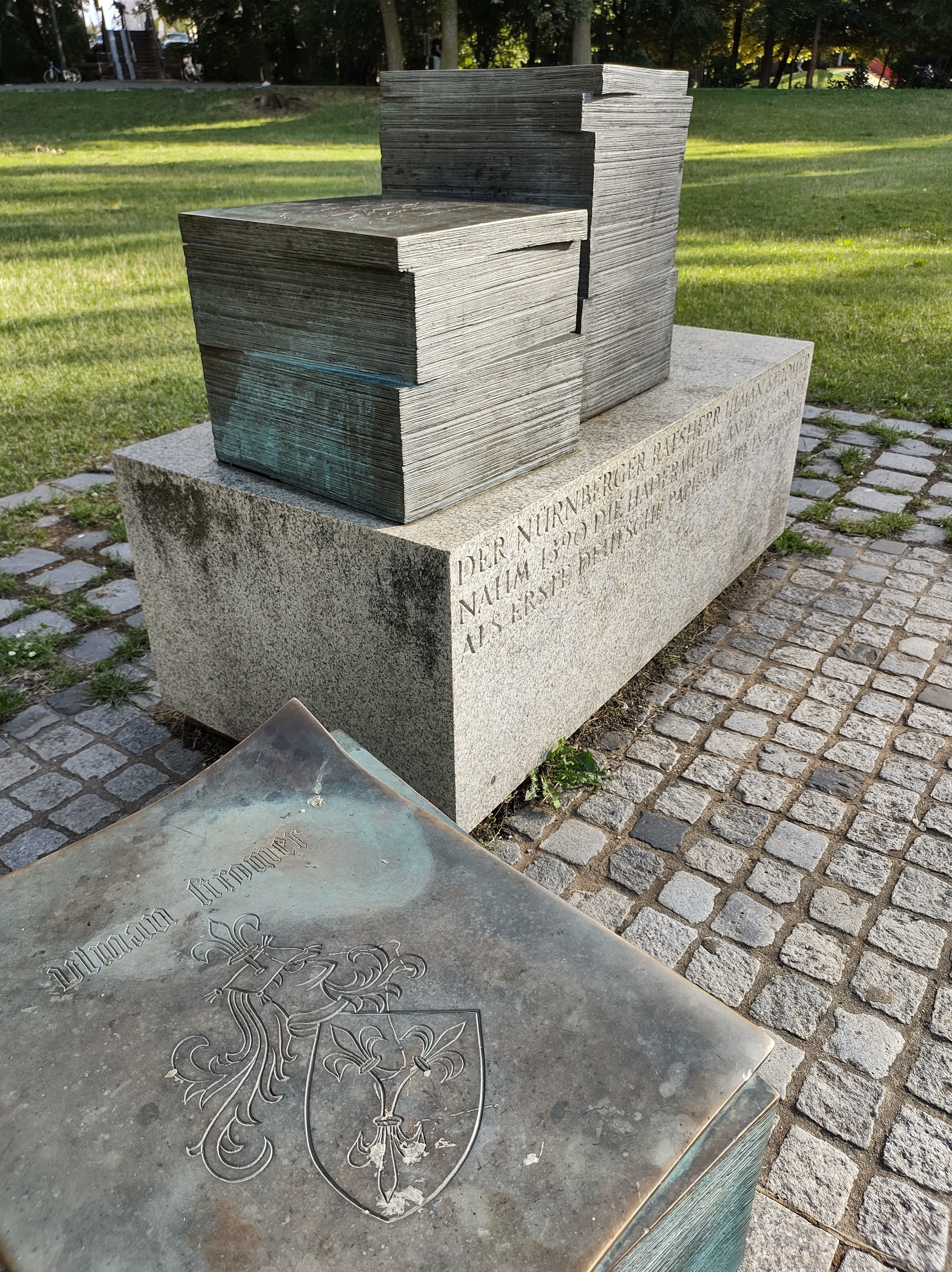
Denkmal der ersten Papiermühle Deutschlands

Gegen Ende des 18. Jahrhunderts gab es in Hadermühle 8 Anwesen (1 Mühle, 1 Lohmühle, 1 Sägmühle, 1 Eisenhammer, 1 Kupferhammer, 3 Häuser). Das Hochgericht übte die Reichsstadt Nürnberg aus, was aber vom brandenburg-ansbachischen Oberamt Burgthann bestritten wurde. Alleiniger Grundherr war das Zinsmeisteramt der Reichsstadt Nürnberg.
Von 1797 bis 1808 unterstand der Ort dem Justiz- und Kammeramt Wöhrd-Gostenhof. Im Rahmen des Gemeindeedikts wurde Hadermühle dem 1808 gebildeten Steuerdistrikt Gleißhammer und der im selben Jahr gegründeten Ruralgemeinde Gleißhammer zugeordnet. 1825 wurde Hadermühle nach Nürnberg eingemeindet.
Während des Zweiten Weltkriegs wurde Hadermühle komplett zerstört.
Auf der Wöhrder Wiese erinnert ein Denkmal in Form metallischer Papierstapel und einer Inschrift am ehemaligen Standort der Hadermühle an die Errichtung der ersten deutschen Papiermühle und ihren Initiator, den Nürnberger Ratsherrn Ulman Stromer. 

### Einwohnerentwicklung
| Jahr      | 001818 | 001824 | 001840 |
| Einwohner | 76     | 143    | 59     |
| Häuser    | 7      | 11     | 7      |
| Quelle    | [ 10 ] | [ 8 ]  | [ 11 ] |

## Religion
Der Ort war seit der Reformation evangelisch-lutherisch geprägt und ursprünglich nach St. Lorenz (Nürnberg) gepfarrt, später nach St. Peter (Nürnberg).